# Балаховицька сільська рада
Балахо́вицька сільська́ ра́да — орган місцевого самоврядування в Володимирецькому районі Рівненської області. Адміністративний центр — село Балаховичі.

## Загальні відомості
- Балаховицька сільська рада утворена в 1940 році.
- Територія ради: 34,567 км²
- Населення ради: 1 036 осіб (станом на 2001 рік)
- Територією ради протікає річка Стир.

## Населені пункти
Сільській раді були підпорядковані населені пункти:
- с. Балаховичі
- с. Маюничі
- с. Острів

## Склад ради
Рада складалася з 16 депутатів та голови.
- Голова ради: Стельмах Віктор Васильович
- Секретар ради: Жук Олена Степанівна

### Керівний склад попередніх скликань
| ПІБ                        | Основні відомості                                                             | Дата обрання | Дата звільнення |
| -------------------------- | ----------------------------------------------------------------------------- | ------------ | --------------- |
| Давидюк Вадим Васильович   | Сільський голова, 1967 року народження, член Української Народної Партії      | 26.03.2006   | 31.10.2010      |
| Стельмах Віктор Васильович | Сільський голова, 1958 року народження, освіта незакінчена вища, безпартійний | 31.10.2010   |                 |

Примітка: таблиця складена за даними сайту Верховної Ради України